# 維氏副䲁
維氏副䲁（學名：Parablennius verryckeni），為輻鰭魚綱鳚形目䲁科副䲁屬的一種，分布於東大西洋獅子山至剛果海域，體長可達4.9公分，棲息在近岸岩石區，以藻類為食，雌魚產附著性卵，雄魚有護卵行為，幼魚為浮游性，生活習性不明。